# Gran Premio Industria e Commercio Artigianato Carnaghese
Le Gran Premio Industria e Commercio Artigianato Carnaghese (en français : Grand Prix de l'industrie, du commerce et de l'artisanat de Carnago) est une course cycliste italienne disputée à Carnago, dans la province de Varèse en Lombardie. Créé en 1972, il est ouvert aux professionnels depuis 1991. De 2005 à 2012, la course est classée en catégorie 1.1 de l'UCI Europe Tour. En 2013, le Grand Prix sort du circuit continental et redevient une compétition pour les élites amateurs et les moins de 23 ans.
L'édition 2020 est annulée en raison de la pandémie de Covid-19.

## Palmarès
| Année | Vainqueur           | Deuxième            | Troisième             |        |
| ----- | ------------------- | ------------------- | --------------------- | ------ |
| 1972  | A. Spampinato       |                     |                       |        |
| 1973  | A. Gasparri         |                     |                       |        |
| 1974  | A. Almasio          | Damiano Marcoli     | Gabriele Cantele      |        |
| 1975  | Fausto Stiz         | Alessandro Pozzi    | Carlo Zoni            |        |
| 1976  | Gabriele Mirri      | Fausto Stiz         | Ignazio Paleari       |        |
| 1977  | M. Magliarisi       | Leonardo Natale     | Damiano Marcoli       |        |
| 1978  | Walter Clivati      | Giuseppe Mori       | Marco Cattaneo        |        |
| 1979  | Giancarlo Perini    | Maurizio Piovani    | Fiorenzo Landoni      |        |
| 1980  | Giuseppe Parente    | Francesco Caneva    | Luigi Bussacchini     |        |
| 1981  | Patrizio Gambirasio | Luigi Ferreri       | Domenico Perani (it)  |        |
| 1982  | Giuseppe Cretti     | Luigi Lo Campo      | Massimo Brunelli      |        |
| 1983  | Massimo Ghirardi    | Fausto Restelli     | Giovanni Casagrande   |        |
| 1984  | Remo Gugole         | Giuseppe Calcaterra | Claudio Chiappucci    |        |
| 1985  | Mauro Ricciutelli   | Lionello Previtali  | A. Cardi              |        |
| 1986  | Davide Maddalena    | Roberto Paoletti    | Fiorenzo Carlet       |        |
| 1987  | Luigi Cantù         | Ettore Manenti      | Danilo Gioia (it)     |        |
| 1988  | Eros Poli           | Sandro Muroni       | Corrado Capello       |        |
| 1989  | Alberto Passera     | Michele Mara        | Massimo Ghirardi      |        |
| 1990  | Simone Biasci       | Stefano Zanini      | Marco Artunghi        |        |
| 1991  | Mirko Gualdi        | Davide Tinivella    | Maurizio Manzoni      |        |
| 1992  | Enrico Pezzetti     | Fabrizio Tarchini   | Paolo Valoti          |        |
| 1993  | Luca Scinto         | Rosario Fina        | Nicola Loda           |        |
| 1994  | Filippo Casagrande  | Gabriele Missaglia  | Roberto Pistore       |        |
| 1995  | Giuseppe Tartaggia  | Ivano Zucotti       | Biagio Conte          |        |
| 1996  | Oscar Pozzi         | Gianluca Valoti     | Daniele De Paoli      |        |
| 1997  | Francesco Secchiari | Fabrizio Guidi      | Alessandro Romio      |        |
| 1998  | Gianpaolo Mondini   | Massimo Gimondi     | Mirko Celestino       |        |
| 1999  | Mirko Puglioli      | Oscar Pozzi         | Gianluca Tonetti      |        |
| 2000  | Denis Lunghi        | Alberto Ongarato    | Matteo Carrara        |        |
| 2001  | Rafael Nuritdinov   | Davide Frattini     | Alessandro Guerra     |        |
| 2002  | Paolo Bossoni       | Massimiliano Mori   | Michele Gobbi         |        |
| 2003  | Michele Gobbi       | Dave Bruylandts     | Timothy Jones         |        |
| 2004  | Christian Murro     | Tiaan Kannemeyer    | Paul Crake            |        |
| 2005  | Simon Gerrans       | Paul Crake          | Murilo Fischer        |        |
| 2006  | Félix Cárdenas      | Jakob Piil          | Kanstantsin Siutsou   |        |
| 2007  | Aurélien Passeron   | Moisés Aldape       | Niklas Axelsson       |        |
| 2008  | Francesco Ginanni   | Matteo Montaguti    | Christian Pfannberger |        |
| 2009  | Francesco Ginanni   | Daniele Callegarin  | Giovanni Visconti     |        |
| 2010  | Ivan Basso          | Giairo Ermeti       | Daniele Colli         |        |
| 2011  | Giovanni Visconti   | Simone Ponzi        | Manuel Belletti       |        |
| 2012  | Diego Ulissi        | Andrea Palini       | Daniel Oss            |        |
| 2013  | Marco Prodigioso    | Giorgio Bocchiola   | Oliviero Troia        |        |
| 2014  | Marco Tizza         | Simone Bettinelli   | Andrea Vaccher        |        |
| 2015  | Leonardo Basso      | Francesco Rosa      | Nicola Gaffurini      |        |
| 2016  | Simone Consonni     | Leonardo Bonifazio  | Davide Orrico         |        |
| 2017  | annulé              | annulé              | annulé                | annulé |
| 2018  | Leonardo Marchiori  | Christian Scaroni   | Giovanni Lonardi      |        |
| 2019  | Francesco Baldi     | Stefano Oldani      | Savva Novikov         |        |
| 2020  | annulé              | annulé              | annulé                | annulé |
| 2021  | Matteo Furlan       | Raul Colombo        | Luca Cavallo          |        |
| 2022  | annulé              | annulé              | annulé                | annulé |
| 2023  | Federico Iacomoni   | Simone Piccolo      | Giosuè Epis           |        |
| 2024  | William Harding     | Tom Martin          | Marco Palomba         |        |